# Tossal de les Forques (Juneda)
El Tossal de les Forques és una muntanya de 280 metres que es troba al municipi de Juneda, a la comarca catalana de les Garrigues.